# Svenska airsoftförbundet
Svenska airsoftförbundet var ett förbund med syfte att främja airsoft som fritidsverksamhet. Förbundet drevs ideellt med hjälp av ekonomiska medel från Ungdomsstyrelsen och arbetet inriktades främst på att upplysa allmänhet och myndigheter om vad hobbyn airsoft är och innebär, samt påverkansarbete. Förbundet gav direkt stöd till airsoftspelarna genom att stödja och sponsra evenemang och projekt genom samlad kunskap, förmedlande av kontakter och projektfond. Förbundet var endast verksamt under ett par år, och existerar inte längre.

## Bakgrund
Förbundet bildades 2004 av engagerade inom hobbyn airsoft från hela Sverige. Bildandet var något som under flera år hade diskuterats av hobbyutövera runt om i landet, och det nya förbundet samlade erfarna personer från såväl tidigare trevande försök att organisera airsoftspelare likväl som från andra förbund och hobbyn i stort.
Vid bildandet var målet främst att informera allmänheten om airsofthobbyn. Dels ville man bemöta den negativa kritik som hade förekommit i media (främst rörande felaktigt/olagligt användande av airsoftvapen) genom att förklara hur hobbyn fungerar, men även ge ett stöd till hobbyn genom att kunna förmedla kunskap och ge alla möjliga former av stöd till arrangörer och spelare. Det var även ett mål att se till att föräldrar och handlare får en större kännedom om de lagar som gäller.
2005 fick förbundet stöd från Ungdomsstyrelsen för att kunna genomföra ett projekt som syftade till att starta upp förbundet och sätta de förtroendevalda i kontakt med airsoftspelare för att gemensamt utforma förbundet. Ett mål med projektet är även att ta fram metoder åt Ungdomsstyrelsen att i sin tur tillhandahålla åt dem som vill starta upp nya ungdomsförbund.

## Förbundets verksamhet
Under 2005 genomförde förbundet en undersökning bland airsoftspelare i Sverige, samt en "stormötesturné" då ledamöter från förbundsstyrelsen höll möten med hobbyutövare i ett tiotal städer runt om i landet. Baserat på resultaten från detta har förbundet sedan formulerat en verksamhetsbeskrivning och en vision, för förbundets arbete. Nedan följer ett utdrag ur verksamhetsbeskrivningen:

### Kontaktpunkt för media, myndigheter m.fl.
Förbundet vill utgöra en referensenhet och remissorganisation för media och myndigheter som vill rapportera om något gällande airsoft eller fatta beslut som rör airsoft. Genom att vara ett förbund som sysslar enbart med airsoft och genom att marknadsföra förbundet gentemot dessa organisationer så kommer detta att bli en naturlig effekt. Från denna position kan förbundet föra fram en sannare bild av hobbyn airsoft än hur den framställs i media idag, och kan lättare ta tillvara hobbyns intressen i kontakt med myndigheter

### Hjälpa föreningar i kontakt med myndigheter, media
Många föreningar, speciellt de nybildade föreningarna i en så ung hobby som airsoft, har problem att bli accepterade av myndigheter och kommuner. Med ett eget förbund i ryggen får föreningen en starkare röst och en större legitimietet. Förbundet med sin samlade erfarenhet av organisationsarbete ska också vid behov hjälpa till att formulera till exempel bidragsansökningar och verksamhetsbeskrivningar på ett sätt som gör att föreningen lättare får gehör hos mottagaren.

### Stödja airsoftevenemang
Förbundet ska arbeta för att stödja och hjälpa de evenemang och projekt som kommer till förbundet och söker hjälp. Hjälpen i fråga kan vara ekonomisk via en projektfond, men den kan även vara i form av att förmedla kontakter, hjälpa till i relationer med myndigheter och företag eller att bistå med råd eller hjälp i annan form. Förbundet kommer att prioritera projekt som arbetar för att göra airsoften till en säkrare hobby, samt större spel som har ett utvecklat säkerhetstänkande.

### Uppmuntra samarbete mellan airsoftspelare
Förbundet ska arbeta för att utveckla airsofthobbyn genom att ge spelare möjligheter att samarbeta och dela med sig av tankar och idéer. Olikheter och personliga åsikter ska accepteras och respekteras men konflikter bör stävjas. Samarbete mellan arrangörer av större spel och andra evenemang ska underlättas och kraftigt uppmuntras

### Informera allmänheten om hobbyn
Airsoft är en relativt ung hobby i Sverige och många har fördomar och dåliga erfarenheter vad gäller airsoftvapen. Kunskapen om vad airsoftvapen är och vilka lagar som gäller för dem är också generellt dålig. Förbundet ska aktivt arbeta för att upplysa om vad airsoft är och hur utspridd hobbyn är över landet.